# Verfassung für das Land Nordrhein-Westfalen

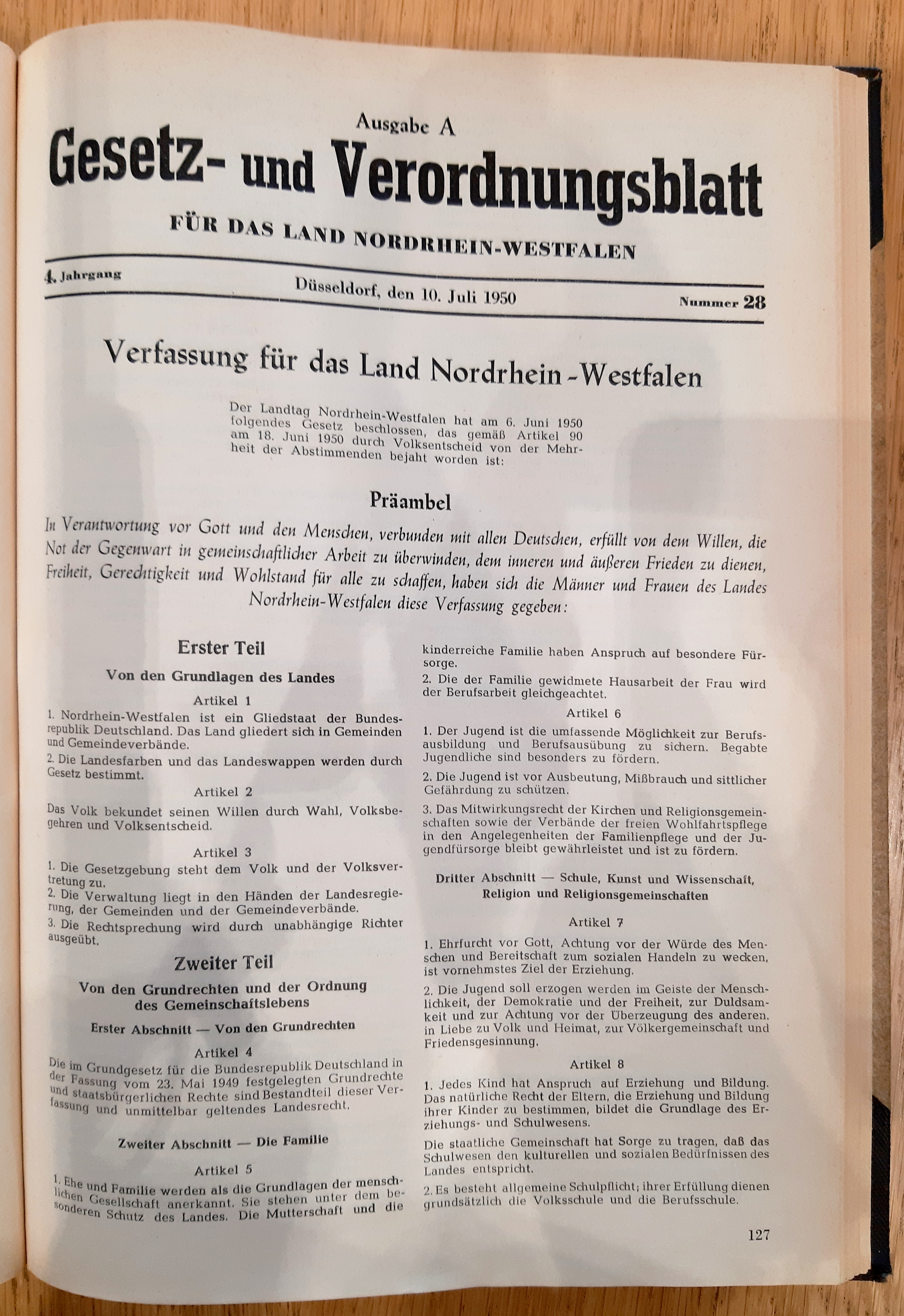
Landesverfassung

Grundlegender Staatsaufbau

Die Verfassung für das Land Nordrhein-Westfalen wurde gleichzeitig mit der Wahl des zweiten Landtages am 18. Juni 1950 durch Volksentscheid angenommen und trat am 11. Juli 1950 in Kraft. Die seither erfolgten rund zwanzig Verfassungsänderungen wurden durchgängig vom Landtag beschlossen. Geändert werden kann die Verfassung nur, wenn sich mindestens zwei Drittel aller Mitglieder des Landtages oder zwei Drittel der Hälfte aller Wahlberechtigten in Nordrhein-Westfalen dafür aussprechen.

## Aufbau
Die Verfassung für das Land Nordrhein-Westfalen ist in drei Teile gegliedert. Der Erste Teil legt die Grundlagen des Landes fest. Der Zweite Teil („Von den Grundrechten und der Ordnung des Gemeinschaftslebens“) erklärt in Artikel 4 Absatz 1 die im Grundgesetz in der Fassung vom 23. Mai 1949 festgelegten Grundrechte und staatsbürgerlichen Rechte zum Bestandteil der Verfassung und unmittelbar geltendem Landesrecht. Im Gegensatz zu den meisten anderen deutschen Landesverfassungen gibt es keinen eigenen Grundrechtekatalog. Das Grundrecht auf Datenschutz wurde als einziges selbst benanntes Grundrecht im Dezember 1978 eingefügt. Der Zweite Teil enthält außerdem Regelungen zu Familie, Schule, Kultur und Religion, Arbeit, Wirtschaft und Umwelt. Hierzu sind in den Artikeln 5 bis 29a zahlreiche Staatsziele und Leitsätze niedergelegt. Bestimmungen zu den Organen und Aufgaben des Landes, zum Landtag, zur Landesregierung und Gesetzgebung sowie die Regelungen über Rechtspflege, Verfassungsgerichtshof, Verwaltung und über das Finanzwesen des Landes enthält der Dritte Teil.

## Landtag
Der Landtag ist das zentrale Organ der Legislative im politischen System des Landes. Zu seinen Aufgaben gehören die Verabschiedung der Gesetze und die Kontrolle des Handelns der Landesregierung. Er bildet ein öffentliches Forum für die politische Willensbildung, welches aus von den wahlberechtigten Bürgern des Landes gewählten Abgeordneten besteht. Die Abgeordneten stimmen nach ihrer freien, nur durch die Rücksicht auf das Wohl des Landes bestimmten Überzeugung. Sie sind Vertreter der gesamten Bevölkerung und an Aufträge nicht gebunden. In der Regel schließen sich die Parlamentsmitglieder zu einer Fraktion zusammen.

### Wahlperiode
Die Wahlperiode des Landtages beträgt seit 1969 fünf Jahre (zuvor vier) und beginnt mit der konstituierenden Sitzung des Landtages. Die Neuwahl findet im letzten Vierteljahr der Wahlperiode statt. Die Wahlperiode des am 22. Mai 2005 gewählten 14. Landtages lief vom 8. Juni 2005 bis zum 8. Juni 2010.
Eine Auflösung des Landtages ist möglich durch Beschluss des Landtages, der der Mehrheit der gesetzlichen Mitgliederzahl bedarf. Die Landesregierung kann den Landtag auflösen, wenn ein vom Landtag abgelehnter Gesetzentwurf der Landesregierung durch Volksentscheid angenommen wird. Im Falle der Auflösung müssen die Neuwahlen innerhalb von neunzig Tagen stattfinden. Seit Inkrafttreten der Verfassung wurde nur eine Wahlperiode vorzeitig beendet. Am 14. März 2012 löste sich der 15. Landtag selbst auf.

### Wahlrecht
Die Verfassung legt das Landtagswahlrecht auf die in Deutschland allgemein anerkannten Wahlgrundsätze Allgemeinheit, Gleichheit, Unmittelbarkeit, Geheimheit und Freiheit, die auch im Grundgesetz fixiert sind, fest. Ein bestimmtes Wahlverfahren – etwa die Verhältniswahl – wird nicht vorgeschrieben. Das Wahlrecht knüpft an die Vollendung des 18. Lebensjahres an, die Wählbarkeit an die Volljährigkeit. Die Wählbarkeit von Beamten und öffentlichen Angestellten darf beschränkt werden.

### Zusammentritt
Die erste Sitzung des Landtages findet spätestens am 20. Tag nach der Wahl statt, wenn nicht zu diesem Zeitpunkt noch die Wahlperiode des vorigen Landtages läuft. Er wird zur konstituierenden Sitzung durch das Präsidium des alten Landtages einberufen, das diese auch bis zur Wahl eines neuen Präsidiums leitet. Ein Alterspräsidium kennt der nordrhein-westfälische Landtag nicht.
Der Landtag muss vom Landtagspräsidenten einberufen werden, wenn ein Viertel der Mitglieder oder die Landesregierung dieses verlangen.
Die Sitzungen sind grundsätzlich öffentlich, ein Antrag auf Ausschluss der Öffentlichkeit muss von mindestens zehn Abgeordneten gestellt und mit Zweidrittelmehrheit der Anwesenden beschlossen werden.

### Abgeordnetenrechte
Wie in den anderen Ländern auch genießen die Abgeordneten Immunität, Indemnität, ein umfassendes Zeugnisverweigerungsrecht und das freie Mandat. Ferner wird ihnen das Recht auf freie Benutzung der Eisenbahnen im Land gewährt. Ebenso stehen ihnen Diäten zu.

## Landesregierung
Der Ministerpräsident muss – eine Spezifik der nordrhein-westfälischen Verfassung – dem Landtag angehören. Im ersten Wahlgang ist die Mehrheit der Mitglieder des Landtages, im zweiten und dritten Wahlgang mehr als die Hälfte der abgegebenen Stimmen erforderlich; im vierten Wahlgang findet eine Stichwahl zwischen den beiden bestplatzierten Kandidaten statt. Die Wahl des Ministerpräsidenten ist geheim und findet ohne Aussprache statt.
Der Ministerpräsident hat die Richtlinienkompetenz in der Landesregierung und hat bei Stimmengleichheit in der Regierung die entscheidende Stimme.
Der Ministerpräsident selbst ernennt die Minister, von denen er einen zu seinem Stellvertreter bestellt. Im Gegensatz zum Ministerpräsidenten müssen die Minister und auch der stellvertretende Ministerpräsident kein Landtagsmandat haben. So führte nach dem Rücktritt von Wolfgang Clement am 21. Oktober 2002 bis zur Wahl Peer Steinbrücks am 6. November 2002 Städtebauminister Michael Vesper die Geschäfte des Ministerpräsidenten, ohne dem Landtag anzugehören.
Die Ernennung der Minister bedarf im Gegensatz zu einigen anderen Ländern nicht der Bestätigung des Landtages. Sie werden lediglich in der auf ihre Ernennung folgenden Landtagssitzung vor dem Landtag vereidigt.
Für die Minister gilt das Ressortprinzip; bei Meinungsverschiedenheiten entscheidet die Landesregierung als Kollegium.
Die Vertretung des Landes nach außen obliegt primär der Landesregierung im Ganzen, die diese auf den Ministerpräsidenten, einzelne Minister oder Behörden übertragen kann.
Die Amtszeit des Ministerpräsidenten endet durch Rücktritt, Tod, Zusammentritt eines neugewählten Landtages oder konstruktives Misstrauensvotum, die Amtszeit der Minister durch Entlassung, Rücktritt, Tod oder Ende des Amtes des Ministerpräsidenten. In der Regel sind die Ämter bis zur Wahl oder Ernennung eines Nachfolgers fortzuführen. Ferner können Mitglieder der Landesregierung durch den Verfassungsgerichtshof aufgrund einer Ministeranklage wegen Verfassungs- oder Rechtsbruchs des Amtes enthoben werden. Die Ministeranklage erfordert einen Beschluss des Landtages mit Zweidrittelmehrheit.
Die gleichzeitige Mitgliedschaft des Ministerpräsidenten oder eines Ministers in der Bundesregierung oder im Bundestag ist unzulässig.

## Gesetzgebung
Die Legislative obliegt dem Landtag und der unmittelbaren Gesetzgebung durch Volksbegehren und Volksentscheid.
Das Initiativrecht steht dem Landtag, der Landesregierung oder einem Volksbegehren zu.
Die Hürden für die Einbringung eines Volksbegehrens wurden durch eine Verfassungsänderung 2002 erheblich abgesenkt. Ein Volksbegehren bedarf nunmehr der Unterstützung durch 8 % der Wahlberechtigten (zuvor 20 %). Zu Steuern, Finanzfragen und der Besoldung sind Volksbegehren nicht zulässig.
Die Landesregierung kann vom Landtag abgelehnte Gesetzentwürfe einem Volksentscheid unterbreiten. Ist der Volksentscheid erfolglos, muss die Landesregierung zurücktreten; wird der Gesetzentwurf hingegen im Volksentscheid angenommen, kann die Landesregierung den Landtag auflösen.
Ein Volksentscheid hat die Wirkungen eines Gesetzesbeschlusses, wenn die Mehrheit der Abstimmenden, mindestens jedoch 15 % der Stimmberechtigten der Vorlage zustimmen.
Verfassungsändernde Gesetze bedürfen entweder einer Mehrheit von zwei Dritteln der Mitglieder des Landtages oder einer Zweidrittelmehrheit im Volksentscheid, die die Mehrheit der Stimmberechtigten ausmachen muss.
Gegen vom Landtag beschlossene Gesetze steht der Landesregierung ein suspensives Veto zu.
Gesetze treten, soweit nichts Gegenteiliges festgelegt ist, vierzehn Tage nach der Ausgabe des entsprechenden Gesetz- und Verordnungsblattes in Kraft.
Im Notstandsfalle, der durch das Landtagspräsidium festgestellt werden muss, hat die Landesregierung ein umfassendes Verordnungsrecht. Notverordnungen bedürfen der Zustimmung des Hauptausschusses des Landtages, wenn dieser nicht konsultiert werden kann, der Gegenzeichnung durch den Landtagspräsidenten. Sobald der Landtag wieder zusammentreten kann, müssen die Notverordnungen von diesem bestätigt werden oder treten außer Kraft. Die Feststellung des Notstandes gilt jeweils nur für einen Monat.

## Rechtsprechung
Die Verfassung erhält nur spärliche Regelungen zur Rechtsprechung, da diese im Wesentlichen unter die Gesetzgebungskompetenz des Bundes fällt.
Insofern ist Art. 72 Abs. 1 der Verfassung bemerkenswert, nach dem die Gerichte im Namen des Deutschen Volkes urteilen, wohingegen nach den bundesgesetzlichen Prozessordnungen die Urteile im Namen des Volkes ergehen. Im Übrigen enthält die Verfassung die Festsetzung der Beteiligung von „Männer und Frauen aus dem Volke nach Maßgabe der Gesetze“ (Art. 72 Abs. 2), also ehrenamtlichen Richtern, lässt die Richteranklage zu (Art. 73) und schreibt die Einrichtung einer aus mindestens zwei Instanzen bestehenden Verwaltungsgerichtsbarkeit vor (Art. 74).
Gemäß Art. 75 Nr. 5a LV NRW können vor dem Verfassungsgerichtshof für das Land Nordrhein-Westfalen auch Verfassungsbeschwerden von Bürgern erhoben werden.
Die Verfassungsgerichtsbarkeit übt der Verfassungsgerichtshof für das Land Nordrhein-Westfalen aus, der aus sieben vom Landtag auf zehn Jahre gewählten Verfassungsrichtern besteht.